# 高橋圭太
高橋 圭太（たかはし けいた、1986年8月5日 - ）は、元アナウンサー。

## 来歴・人物
秋田県秋田市出身。秋田市立御野場中学校、秋田県立秋田高等学校、神奈川大学を卒業後の2010年4月、静岡朝日テレビ（SATV）に入社した。同期のアナウンサーは広瀬麻知子、森直美。
高校野球実況などを担当し、入社1年目に「第92回全国高等学校野球選手権 静岡大会3回戦　常葉橘 対 浜名 戦」の実況で
ANNアナウンサー賞奨励賞を受賞した
同社を退職後、2012年4月にIBC岩手放送に入社した。競馬実況などを担当した。
2016年3月、IBCを退職した。同年4月、茨城放送（現在のLuckyFM茨城放送）に移籍した。
2018年7月、アナウンサー専属から報道防災センター記者と兼務になった。
2020年3月に茨城放送を退社し、故郷・秋田の秋田テレビに移籍し、2021年12月まで在籍した。

## 担当番組

### 秋田テレビ
- Live News あきた（木・金キャスター、2020年4月 - 2021年3月）

### 茨城放送
- ふるすうぃんぐMonday(2017年4月 - 2018年6月)
- 高校野球中継（2016年 - 2018年の毎夏）
- Morningナビ!!（木・金曜担当　2016年4月 - 2018年3月）
- IBSニュース・天気予報（2016年4月 - 2020年2月）
- 記者リポート（2018年7月 - 2020年2月）

### IBC岩手放送
- 岩手日報IBCニュース
- ニュースエコー（気象担当、木曜担当。2012年10月 - 2013年3月）
- マカタトSTUDIO 3600（木曜担当。2012年10月4日 - 2013年3月28日[3]）
- ワイドステーション（火曜担当、 - 2012年9月25日）
- じゃじゃじゃFriday（MC、2012年10月5日 - 2014年3月28日）
- 高橋圭太のじゃじゃスポ(月18:20 - 18:35　2015年3月 - 9月)
- いわてアーカイブの旅（ナレーター）
- じゃじゃじゃTV
- IBCラジオ実況中継 岩手競馬クロス(X)（毎週日曜「のりこの週刊おばさん白書」内

### 静岡朝日テレビ
- とびっきり!しずおか（リポーター）
- スポーツパラダイス
- ANNあさひテレビニュース